# Ingersonita
L'ingersonita és un mineral de la classe dels òxids. Va rebre el seu nom l'any 1988 en honor de Fred Earl Ingerson (1906-1993), geoquímic del Geophysical Laboratory of the Carnegie Institution (1935-1947), cap geoquímic de la branca de petrologia del Servei Geològic dels Estats Units (1947-1958), i professor de geologia a la Universitat de Texas, a Austin (1958 a 1977).

## Característiques
L'ingersonita és un òxid de fórmula química Ca₃Mn²⁺Sb₄⁵⁺O₁₄. Cristal·litza en el sistema trigonal. Es troba en forma d'agregats de cristalls irregulars de gra fi, de color groc terrós. La seva duresa a l'escala de Mohs és 6,5. És dimorf dels minerals del grup de la romeïta.
Segons la classificació de Nickel-Strunz, l'ingersonita pertany a «04.DH: Òxids amb proporció Metall:Oxigen = 1:2 i similars, amb cations grans (+- mida mitjana); plans que comparteixen costats d'octàedres» juntament amb els següents minerals: brannerita, ortobrannerita, thorutita, kassita, lucasita-(Ce), bariomicrolita, bariopiroclor, betafita, bismutomicrolita, calciobetafita, ceriopiroclor, cesstibtantita, jixianita, hidropiroclor, natrobistantita, plumbopiroclor, plumbomicrolita, plumbobetafita, estibiomicrolita, estronciopiroclor, estanomicrolita, estibiobetafita, uranpiroclor, itrobetafita, itropiroclor, fluornatromicrolita, bismutopiroclor, hidrokenoelsmoreïta, bismutostibiconita, oxiplumboromeïta, monimolita, cuproromeïta, stetefeldtita, estibiconita, rosiaïta, zirconolita, liandratita, petscheckita i pittongita.

## Formació i jaciments
Va ser descoberta a Långban, al municipi de Filipstad (Värmland, Suècia), on sol trobar-se en calcita, acompanyada de jacobsita i filipstadita. També a Suècia, ha estat descrita a Sjögruvan (Hällefors, Västmanland).